# Arlington Hotel Open
O Arlington Hotel Open foi um torneio masculino de golfe no PGA Tour, que foi disputado entre os anos de 1955 e 1963 no campo de golfe Arlington do Hot Springs Country Club adjacente ao Hotel Arlington, hoje conhecido como Arlington Resort Hotel & Spa.

## Campeões
Hot Springs Open Invitational
- 1963 Dave Hill
- 1962 Al Johnston
- 1961 Doug Sanders
- 1960 Bill Collins

Arlington Hotel Open
- 1959 Gene Littler
- 1958 Julius Boros
- 1957 Jimmy Demaret[1]
- 1956 Billy Maxwell

Hot Springs Open
- 1955 Bo Wininger